# Escanaba
Escanaba – miasto w Stanach Zjednoczonych, w stanie Michigan, na Półwyspie Górnym, administracyjna siedziba władz hrabstwa Delta. W 2010 r. miasto zamieszkiwało 12 616 osób, a w przeciągu dziesięciu lat liczba ludności zmniejszyła się o 4%.
Escanaba leży na wybrzeżu jeziora Michigan przy ujściu zatoki Little Bay de Noc do Green Bay.